# Пудож (аэропорт)
Аэропо́рт Пу́дож  — гражданский аэропорт города Пудожа, Карелия. Аэродром способен принимать воздушные суда массой до 12 т, но на начало 2023 года в пассажирских перевозках не функционировал. На аэродроме базируется местное отделение Северо-Западной базы авиационной охраны лесов.

## История
Первый рейс самолёта в Пудож был совершён 13 февраля 1929 года и являлся санитарным — в Ленинград на самолёте Юнкерс Ф-13 была перевезена учительница, умиравшая от гангрены. 5 марта 1934 года были открыты регулярные почтовые и пассажирские авиаперевозки между Петрозаводском и Пудожем. 26 июня 1946 года при аэропорту была открыта авиационная метеостанция.
До 1956 года аэропорт Пудож находился в деревне Кулгала, что вызывало неудобства для пассажиров, вынужденных переправляться через реку Водла. В 1956 году была построена новая площадка, способная принимать самолёты По-2, Як-12, Ан-2. В 1967 году началось строительство аэровокзала, и через два года он был принят в эксплуатацию. В 1971 году была принята в эксплуатацию новая взлётно-посадочная полоса с искусственным покрытием. В 1988 году стали осуществляться рейсы в Петрозаводск на самолётах Ан-28, что позволило сократить время в полёте за счёт прокладки маршрута над акваторией Онежского озера, над которой было запрещено летать одномоторным самолётам. В 1990-х годах эти рейсы были отменены, а Ан-28 — проданы. 
С 18 ноября 2011 года пассажирские чартерные рейсы вертолёта Ми-8 из Петрозаводска в Пудож были возобновлены, при этом также были куплены два самолёта Ан-28, но рейсы на них не выполнялись. На 2012 год между Петрозаводском и Пудожем осуществлялось 2 рейса в неделю. В 2014 году рейсов в пудожский аэропорт не было, но руководство республики заявляло о планах запустить их до конца года.
В 2018 году аэропорт имел статус посадочной площадки, в правительстве Карелии обсуждался вопрос возвращения ему статуса местного аэропорта. При этом аэропорт на 2018 и 2019 годы осуществлялись рейсы санитарной авиации. В 2021 году озвучивались планы по созданию региональной компании «Аэропорты Карелии» на базе Петрозаводского аэропорта, в которую должен был войти и аэропорт Пудожа. На январь 2023 года регулярные авиаперевозки в Пудожский аэропорт не осуществлялись, по мнению министерства транспорта республики Карелия для восстановления авиасообщения была необходима модернизация аэропорта, для чего был выделен участок земли и велись подготовительные работы.

## Описание
Аэропорт Пудож находится на северо-восточной окраине города Пудож, в посёлке Аэропорт. Аэропорт имеет асфальтобетонную взлётно-посадочную полосу класса Е размером 896 х 30 м с магнитным курсом посадки 38/218°, способную принимать и отправлять воздушные суда массой до 12 т. ВПП аэропорта оборудована системой светосигнального оборудования Луч-2. При аэропорту действует метеостанция.
В пудожском аэропорту базируется местное отделение ГУ Республики Карелия «Северо-Западная база авиационной охраны лесов», не имеющее, однако, возможности дозаправки авиации.